# 3 (기업)

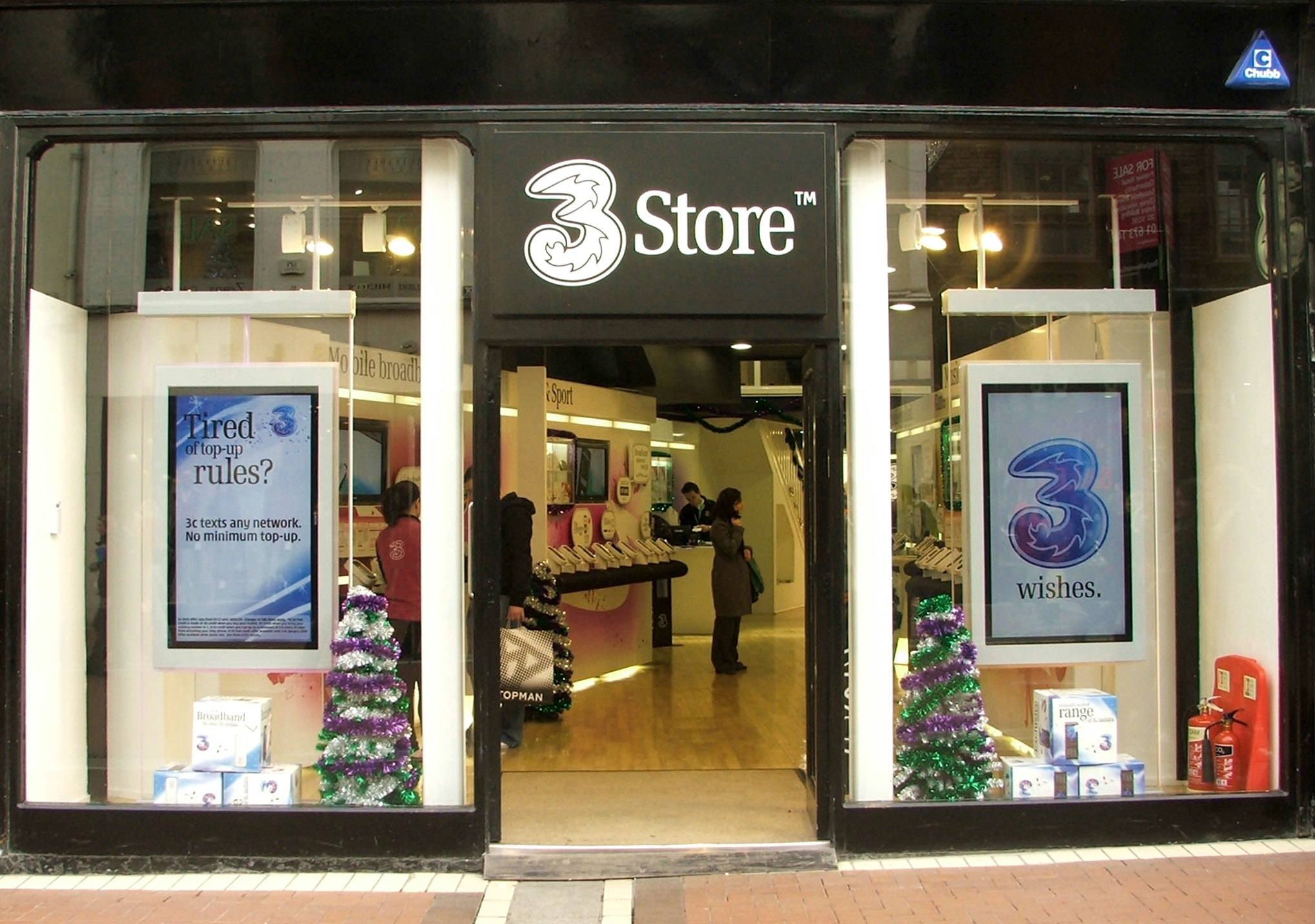

3 또는 허치슨 3G(Hutchison 3G)는 홍콩에 본사를 둔 이동 통신 사업자이다. 2002년에 설립하였으며, 현재 홍콩을 비롯한 전 세계 10개국에서 서비스를 시행하고 있다.